# Wettbewerbsbeschränkung
Wettbewerbsbeschränkung ist in der Makroökonomie sowie im Kartell- und Wettbewerbsrecht die Einschränkung des Wettbewerbs auf einem Markt dadurch, dass entweder kein echter Marktwettbewerb stattfindet (Teilmonopol) oder kein Konkurrent vorhanden ist (Monopol).

## Allgemeines
Wettbewerbsbeschränkungen sind die freiwillige oder erzwungene Aufhebung, Verhinderung oder Beeinträchtigung der freien Konkurrenz am Markt. Aus der Marktstruktur und der Neigung der Anbieter zur Wettbewerbsbeschränkung ergeben sich erhebliche Nachteile für die Marktstellung des Verbrauchers. Staatliche Wettbewerbspolitik soll in der Marktwirtschaft dafür sorgen, dass der freie Wettbewerb weder durch Angebotsmacht noch durch Nachfragemacht eingeschränkt oder ausgeschaltet wird.
In Deutschland trägt das Gesetz gegen Wettbewerbsbeschränkungen (GWB) den Rechtsbegriff im Namen. Auch andere EU-Mitgliedstaaten müssen durch EU-Recht mit ihrer nationalen Gesetzgebung die Voraussetzungen für einen funktionierenden Wettbewerb schaffen.

## Arten
Es wird zwischen staatlichen und privaten Wettbewerbsbeschränkungen unterschieden.
- Zu den staatlichen Wettbewerbsbeschränkungen zählen Zölle und nichttarifäre Handelshemmnisse, Staatsmonopole durch Staatsunternehmen und Monopolrechte, Subventionen sowie Marktzutrittsschranken. Auch durch Gesetz angeordnete Zwangskartelle stellen eine staatliche Wettbewerbsbeschränkung dar.
- Zu den privaten Wettbewerbsbeschränkungen gehören Kollusionen, Kartelle und abgestimmte Verhaltensweisen (Preisabsprachen), Unternehmenskonzentrationen sowie Behinderungswettbewerb. Letzterer findet unter anderem statt durch Boykotte oder Niedrigpreisabsprachen[4] und wird gemäß § 4 Nr. 4 UWG als unlauterer Wettbewerb eingestuft. Wettbewerbswidrig ist eine Beeinträchtigung der wettbewerblichen Entfaltungsmöglichkeit der Mitbewerber, wenn eine Maßnahme wie die Rufumleitung nicht in erster Linie auf die Förderung des eigenen Wettbewerbs, sondern zweck- und zielgerichtet auf die Störung der fremden wettbewerblichen Entfaltungsmöglichkeit gerichtet ist.[5]

Keine Wettbewerbsbeschränkung ist das Wettbewerbsverbot im deutschen Arbeitsrecht (etwa aus § 110 GewO), im Handelsrecht bei freien Handelsvertretern (§ 90a HGB) und im Gesellschaftsrecht (z. B. § 112 HGB).

## Rechtsfragen
Das GWB untersagt Wettbewerbsbeschränkungen völlig oder unterwirft sie der Kontrolle einer Aufsichtsbehörde wie dem Bundeskartellamt. Wettbewerbsbeschränkungen gibt es durch Kartelle (§ 1 GWB bis § 3 GWB), marktbeherrschende Unternehmen (§ 18 GWB bis § 19a GWB) oder Marktmacht (§ 20 GWB). Die Fusionskontrolle des § 36 GWB führt dazu, dass bei einer erheblichen Behinderung des wirksamen Wettbewerbs Unternehmenszusammenschlüsse vom Bundeskartellamt zu untersagen sind.

## International
Europarechtlich sind nach Art. 101 Abs. 1 AEUV verboten alle Vereinbarungen zwischen Unternehmen, Beschlüsse von Unternehmensvereinigungen und aufeinander abgestimmte Verhaltensweisen, die den Handel zwischen den EU-Mitgliedstaaten zu beeinträchtigen geeignet sind und eine Verhinderung, Einschränkung oder Verfälschung des Wettbewerbs innerhalb des Binnenmarkts bezwecken oder bewirken. Verboten ist gemäß Art. 102 AEUV zudem die missbräuchliche Ausnutzung einer beherrschenden Stellung auf dem Binnenmarkt durch ein oder mehrere Unternehmen, soweit dies dazu führen kann, den Handel zwischen den EU-Mitgliedstaaten zu beeinträchtigen.
In der Schweiz sind Wettbewerbsbeschränkungen in Art. 5 KG (unzulässige Wettbewerbsabreden) und Art. 7 KG (unzulässige Verhaltensweisen marktbeherrschender Unternehmen) ausführlich beschrieben.